# Jeden pens (moneta brytyjska)
Jeden pens – brytyjska moneta wprowadzonego w 1971 roku systemu dziesiętnego. Początkowo nazywano ją "nowym pensem" (ang. new penny) i wybijano z brązu, a od 1992 zaczęto wytwarzać ją ze stali pokrytej miedzią.